# Thomas Arslan
Pour les articles homonymes, voir Arslan.
Thomas Arslan, né le 16 juillet 1962 à Brunswick, est un réalisateur, scénariste allemand d'origine turque.

## Parcours
Thomas Arslan est né le 16 juillet 1962 à Brunswick d'un couple germano-turque. Il a passé une partie de son enfance à Ankara (1967-71). Il a étudié six ans l'enseignement de mise en scène au Berlin DFF.
Son nom est associé avec Angela Schanelec et Christian Petzold à la nouvelle "nouvelle vague allemande" (Berliner Schule). Il est également rattaché aux cinéastes allemands d'origine turque comme Fatih Akin, Züli Aladağ, Buket Alakuş, Yilmaz Arslan, Hatice Ayten, Aysun Bademsoy, Tevfik Başer, Neco Çelik, Seyhan C. Derin, Sülbiye Verena Günar, Ayşe Polat, Kadir Sözen, Yüksel Yavuz, Yusuf Yeşilöz.
Geschwister – Kardesler (1996), Dealer (1999) et Der schöne Tag (2001) constituent une trilogie sur la vie des personnes d'origine turque à Berlin.

## Filmographie
- 1984 : Eine Nacht, ein Morgen (court-métrage)
- 1986 : Test 2 (court-métrage)
- 1989 : Risse (court-métrage)
- 1990 : 19 Porträts (court-métrage)
- 1991 : Am Rand (court-métrage documentaire)
- 1992 : Im Sommer – Die sichtbare Welt (moyen-métrage)
- 1994 : Mach die Musik leiser (téléfilm)
- 1996 : Geschwister – Kardeşler (de)
- 1998 : Dealer
- 2001 : Der schöne Tag (de)
- 2006 : Aus der Ferne (documentaire)
- 2007 : Ferien, chronique d'un été (Ferien)
- 2010 : Im Schatten (de)
- 2013 : Gold
- 2017 : Helle Nächte

## Sélections
- Mach die Musik leiser : Berlinale 1994 – Section Panorama
- Dealer : Berlinale 1999 – Section Forum
- Der schöne Tag : Berlinale 2001 – Section Forum
- Festival international du film de La Rochelle 2001
- Aus der Ferne : Berlinale 2006 – Section Forum
- Ferien : Berlinale 2007 – Section Panorama
- Im Schatten : Berlinale 2010 – Section Forum
- Helle Nächte: Berlinale 2017 - Section Compétition Internationale

## Récompenses
- Femina Film Prize : Reinhild Blaschke pour son travail sur le design du film Im Schatten. (Ce prix honore "la contribution artistique remarquable d'une technicienne" dans un long métrage d'un pays germanophone.)
- Dealer : Prix FIPRESCI (Berlinale 1999 – Section Forum) - FIPRESCI : Fédération internationale de la presse cinématographique
- Dealer : Prix œcuménique du Jury (Berlinale 1999 – Section Forum)
- Helle Nächte : Prix d'interprétation masculine pour Georg Friedrich (Berlinale 2017 - Section Compétition Internationale)